# Mu Records
La Mu Records (o semplicemente Mu) è stata una casa discografica italiana, attiva negli anni settanta.

## Storia
L'etichetta viene fondata a Torino dai musicisti Marco Cimino, Giorgio Diaferia, Mike Abate e Marco Gallesi. Cimino e Abate perfezionarono l'idea dopo la produzione del lavoro "Sigfried, il drago e altre storie" del loro gruppo Errata Corrige stampato autonomamente nel 1976.
Specializzata in jazz rock e fondamentalmente in musica non commerciale, ha però anche pubblicato album di altri generi come il rock progressivo degli Zauber o il pop di Marco Bonino. La release principale fu quella del gruppo Esagono che vedeva tre dei soci fondatori nell'organico oltre ad alcuni ex Arti & Mestieri.
Ha chiuso le attività negli anni '80; Cimino manterrà lo studio di registrazione, legato all'etichetta, fondato in società con Gigi Venegoni, il Dynamo Sound Studios, ancora per qualche anno.
Molti dei dischi dell'etichetta, spesso di interese collezionistico, sono stati ristampati in cd dall'Electromantic.

## Dischi
La datazione qui riportata si basa sull'etichetta del disco o sulla copertina; qualora nessuno di questi elementi abbia una datazione, è basata sulla numerazione del catalogo; talora è, infine, basata sul codice della matrice di stampa. Se esistenti, sono riportati, oltre all'anno, il mese e il giorno (quest'ultimo dato si trova, a volte, stampato sul vinile).

### 33 giri
| Numero di catalogo | Anno | Interprete        | Titoli            |
| ------------------ | ---- | ----------------- | ----------------- |
| UM 101             | 1976 | Esagono           | Vicolo            |
| UM 103             | 1978 | Marcello Capra    | Aria mediterranea |
| UM 104             | 1978 | Zauber            | Zauber            |
| UM 105             | 1979 | Combo Jazz        | No speed          |
| UM 106             | 1979 | Paul Kelly Band   | Counting Chickens |
| UM 107             | 1979 | Beia come Aba     | Beia come Aba     |
| UM 108             | 1979 | Francesco Cabiati | Mirage            |

### 45 giri
| Numero di catalogo | Anno | Interprete       | Titoli                           |
| ------------------ | ---- | ---------------- | -------------------------------- |
| UM 102             | 1978 | Giuseppe Patruno | La canzone di Maria/L'amore e tu |